# Torphichen Preceptory

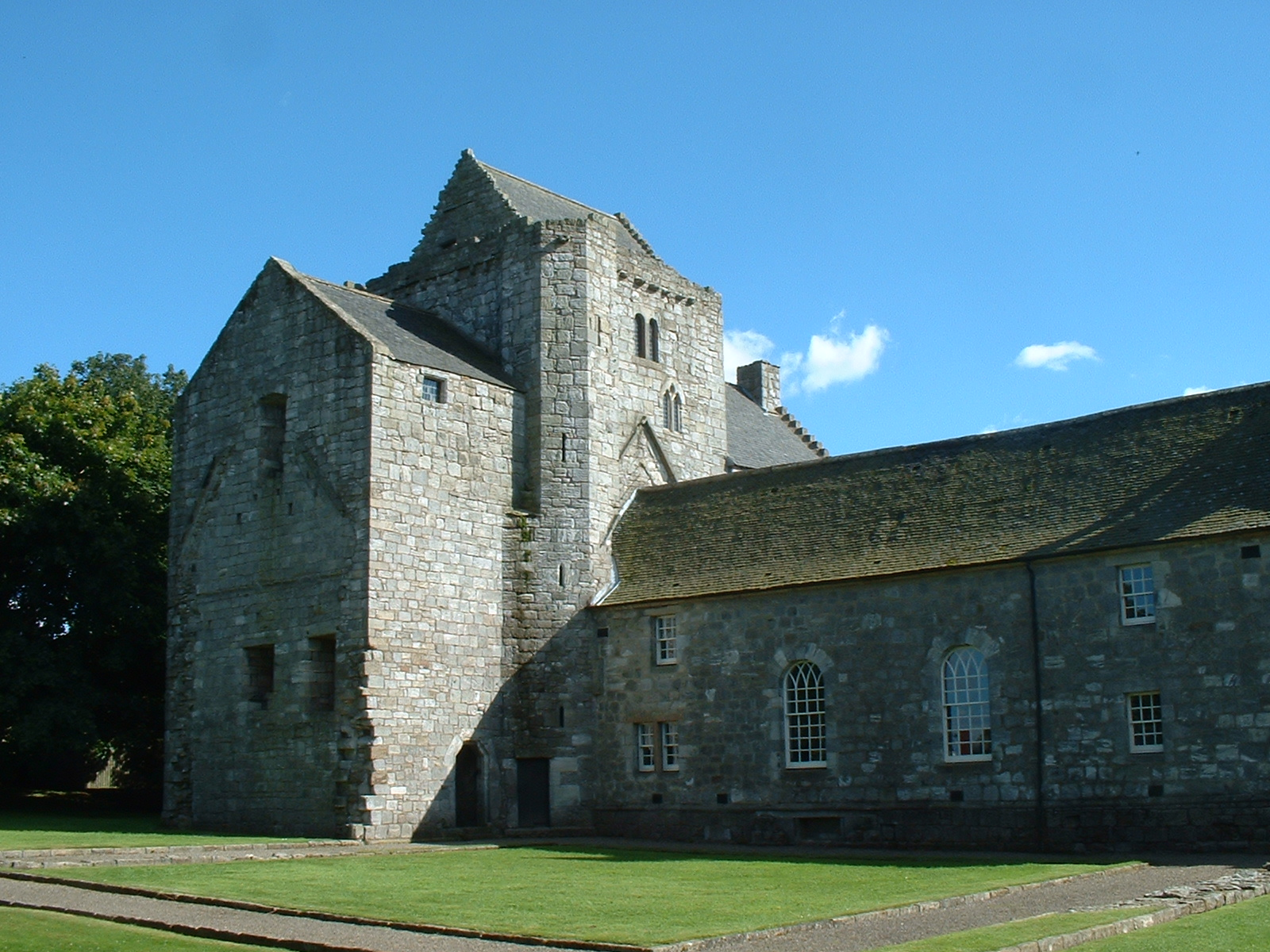
Torphichen Preceptory

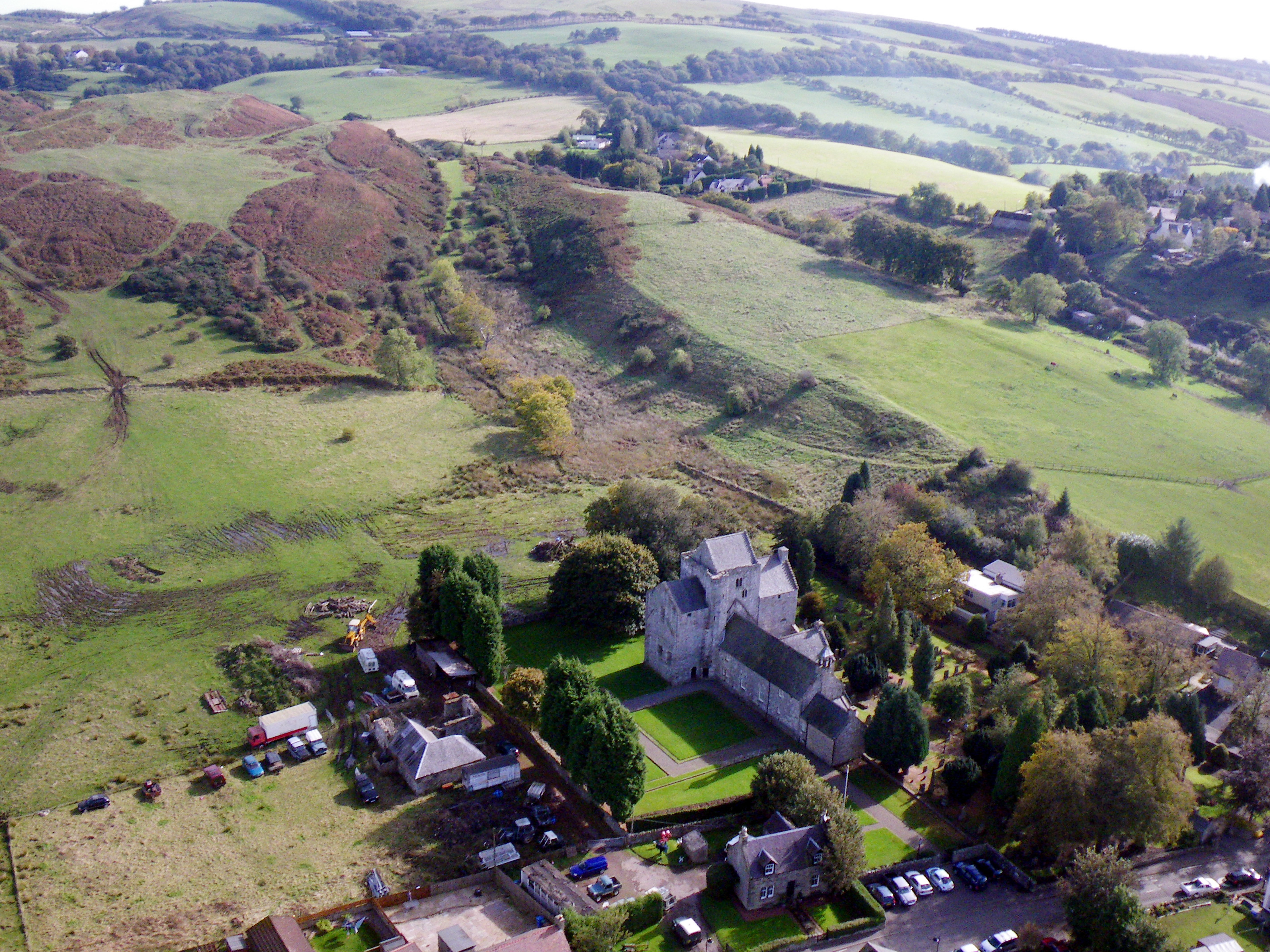
Luftbild der Anlage

Bei der Torphichen Preceptory handelte es sich um die einzige Kommende des Malteserordens in Schottland. Von der ehemaligen Klosteranlage ist heute im Wesentlichen noch die Kirche erhalten. Diese befindet sich am Nordostrand der Ortschaft Torphichen in der Council Area West Lothian und wurde 1971 in die schottischen Denkmallisten in der höchsten Denkmalkategorie A aufgenommen. Des Weiteren sind sowohl die Gesamtanlage als auch ein Stein auf dem zugehörigen Friedhof als Scheduled Monument klassifiziert.

## Geschichte
Der schottische König David I. überließ dem Malteserorden die Ländereien im 12. Jahrhundert. Noch im selben Jahrhundert wurde mit dem Bau der Klosteranlage begonnen. Von den Gebäuden sind heute allenfalls noch Fragmente erhalten, welche die Ausmaße der weitläufigen Anlage widerspiegeln. Der Bau des zu größeren Teilen erhaltene Kirchengebäudes begann im 13. Jahrhundert, zog sich jedoch noch bis in das 15. Jahrhundert hin. Das Querhaus sowie Teile des Hauptschiffs der gotischen Kirche wurden später in die bis heute genutzte Pfarrkirche von Torpichen integriert. Ob ehemals ein Chor existierte, ist nicht geklärt.
Im Rahmen der Reformation übergab der letzte Präzeptor von Torphichen, James Sandilands, die Kommende und die dazugehörigen Ländereien am 23. Januar 1564 an die schottische Krone und erhielt diese im Gegenzug als weltliches Lehen zurück sowie den erblichen Titel Lord Torphichen.